# Милла, Роже
Роже́ Милла́ (фр. Roger Milla; настоящее имя — Альбер Роже Моок Миллер; фр. Albert Roger Mooh Miller; род. 20 мая 1952[…], Яунде) — камерунский футболист, нападающий. Дважды признавался лучшим африканским футболистом года (1976 и 1990), включён в список ФИФА 100. Является обладателем рекорда финальных стадий чемпионатов мира — как самый возрастной автор забитого мяча, во время матча Камерун — Россия на чемпионате мира 1994 года ему было 42 года и 39 дней. Участник трёх чемпионатов мира (1982, 1990 и 1994). Выступал за сборную Камеруна более 20 лет (1973—1994).

## Карьера
Родился в камерунской столице Яунде. Он был одним из пяти сыновей в семье железнодорожного рабочего. От рождения Миллер, фамилию Милла получил из-за ошибки при оформлении свидетельства о рождении.
В Дуале, куда впоследствии переехала семья, 13-летний Роже начал играть в детских командах местного клуба «Эклер». За взрослую команду, выступавшую тогда во втором дивизионе чемпионата Камеруна, Милла дебютировал в 1968 году. В первом же сезоне он стал лучшим бомбардиром турнира с 30 мячами, а в следующем — повторил свой успех (25 голов).
Первый профессиональный контракт Милла подписал в 1970 году с футбольным клубом «Леопард Дуала», которому помог выиграть камерунский чемпионат (1972) и дойти до полуфинала Кубка чемпионов КАФ (1973). В том же году Милла впервые был вызван в национальную сборную; его дебют состоялся 4 февраля 1973 года в отборочном матче к чемпионату мира против сборной Заира (0:1).
В 1974 году Милла вернулся в родной город — Яунде. С приходом Милла клуб «Тоннер» выиграл Кубок Камеруна (решающий гол в финале забил Милла), а в 1975 году стал первым победителем только что учреждённого Кубка кубков Африки. В следующем розыгрыше «Тоннер» вновь дошёл до финала, но уступил нигерийскому клубу «Шутинг Старз».
Летом 1977 года перешёл во французский клуб «Валансьен», дела в котором у него сразу не заладились. Клуб превысил лимит на легионеров, и камерунца отправили в любительскую команду «Валансьена», выступавшую в четвёртом дивизионе. Не нашёл себя Милла и в «Монако», в который был продан в 1979 году.

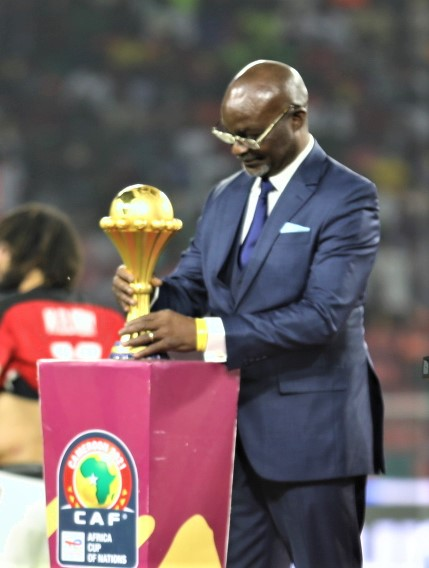
Милла в возрасте 69 лет на Кубке африканских наций 2021 года

Лишь в корсиканской «Бастии» ему удалось закрепиться в основе. Последовал успех клуба в Кубке Франции (июнь 1981) — Милла забил в финале победный гол в ворота «Сент-Этьена» (2:1). В Кубке кубков 1981/82 Милла забил мяч в ворота финского КТП, а затем по мячу в обоих матчах против тбилисского «Динамо», однако «Бастия» уступила советскому клубу по сумме двух матчей 2-4. На хорошем уровне камерунец продолжил выступать в «Сент-Этьене» и «Монпелье», которому помог выйти в элитный дивизион и закрепиться в нём. Последним клубом Миллы во Франции был любительский «Сен-Пьерруаз».
Наибольшую известность в качестве футболиста Милла получил по итогам чемпионата мира 1990 года. В матче группового этапа против сборной Румынии он оформил «дубль», чем помог одержать своей команде победу и получить путёвку в плей-офф турнира. В матче 1/8 финала против колумбийцев Милла вновь забил два гола, а Камерун стал первой африканской командой, дошедшей до четвертьфинала чемпионата мира, и главной сенсацией турнира. В четвертьфинале Камерун проиграл Англии в овертайме со счётом 2:3. Самому нападающему на момент чемпионата мира было 38 лет. Изначально Милла не попал в заявку команды на турнир, однако в последний момент сумел убедить главного тренера Валерия Непомнящего.
На чемпионате мира Роже Милла отмечал каждый свой гол, исполняя танец макосса — древний камерунский победный танец, который журналисты по ошибке считали ламбадой, только входившей тогда в моду.
После этого он вернулся на родину, где четыре года выступал за «Тоннер», а завершал свою клубную карьеру в Индонезии.
На чемпионате мира 1994 года в США 42-летний Милла вновь был включён в состав сборной Камеруна. 28 июня в матче со сборной России (1:6) Милла установил рекорд как самый возрастной автор гола в истории чемпионатов мира, превысив на 4 года собственное достижение 1990 года. Рекорд остаётся непобитым уже более 30 лет. До 2014 года Милла оставался также и самым возрастным футболистом, выходившим на поле в матче чемпионата мира, пока на турнире в Бразилии вратарь сборной Колумбии Фарид Мондрагон не сыграл в возрасте 43 лет. Милла остаётся единственным полевым игроком, выступавшим на чемпионате мира в возрасте более 40 лет.
За сборную Камеруна последний раз сыграл в декабре 1994 года в товарищеском матче с ЮАР. В последний раз на поле он выходил в возрасте 44 лет.

## Достижения

### Командные

#### Сборная Камеруна
- Четвертьфиналист чемпионата мира 1990
- Чемпион Африки (1984, 1988); вице-чемпион Африки (1986)
- Победитель Афро-азиатского кубка наций (1985, 1989)

#### Клубы
- Победитель Кубка кубков Африки (1975); финалист Кубка кубков Африки (1976)
- Чемпион Камеруна (1972)
- Победитель Кубка Камеруна (1974)
- Победитель Кубка Франции (1980, 1981)
- Чемпион Реюньона (1990)

### Личные
- Африканский футболист года: 1976, 1990
- Второй футболист Африки в XX веке по версии МФИСФ
- Входит в символическую сборную чемпионата мира 1990
- Обладатель «Бронзовой бутсы» чемпионата мира: 1990
- Рекордсмен сборной Камеруна по количеству голов на чемпионатах мира: 5 голов
- Golden Foot: 2014 (в номинации «Легенды футбола»)
- Входит в список ФИФА 100
- Включён в список величайших футболистов XX века по версии World Soccer